# Croix de Labathe
La croix de Labathe (ou Labarthe) est une croix de chemin de Courcelles-sur-Viosne, dans le département français du Val-d'Oise en région Île-de-France.

## Description
La croix se situe sur la commune de Courcelles-sur-Viosne dans l'est du Val-d'Oise, sur la chaussée Jules César, à 500 m à l'est du village près du Bois-Seigneur.
Il s'agit d'une croix pattée monolithique, taillée dans un calcaire du Lutétien. Ses bras, très courts, sont étroits au niveau du centre, fortement évasés à leur périphérie. La croix est montée sur un fût élancé, de section grossièrement carrée.

## Historique
La croix de Labathe date du XIIIe siècle. Les croix pattées sont considérées comme emblématiques du Vexin français, bien qu'il n'en subsiste plus que 17 ou 18 sur le territoire de cette région,.